# José Japón Sevilla
José Japón Sevilla (Coria del Río, Sevilla, 24 de març de 1959), és un exàrbitre de futbol espanyol. Va pertànyer al Col·legi d'Àrbitres d'Andalusia.
Japón va debutar com a àrbitre professional la temporada 1992/93 a segona divisió. El seu debut a primera divisió el 3 de setembre de 1995 es va produir en un partit entre l'Athletic Club i el Racing de Santander.
Japón té el rècord de penals xiulats en un mateix partit a primera divisió, amb un total de 6, en el partit que enfrontava el Real Oviedo i el Real Valladolid el 19 de maig de 1996, i que va acabar amb el resultat de 3-8.
La temporada 1999/2000 va ser descendit a segona divisió, però en complir l'edat exigida en la categoria es va haver de retirar.